# Droga wojewódzka nr 225
Droga wojewódzka nr 225 (DW225) – droga wojewódzka w województwie pomorskim o długości około 350 metrów, łącząca stację kolejową w Pelplinie z drogą nr 230.

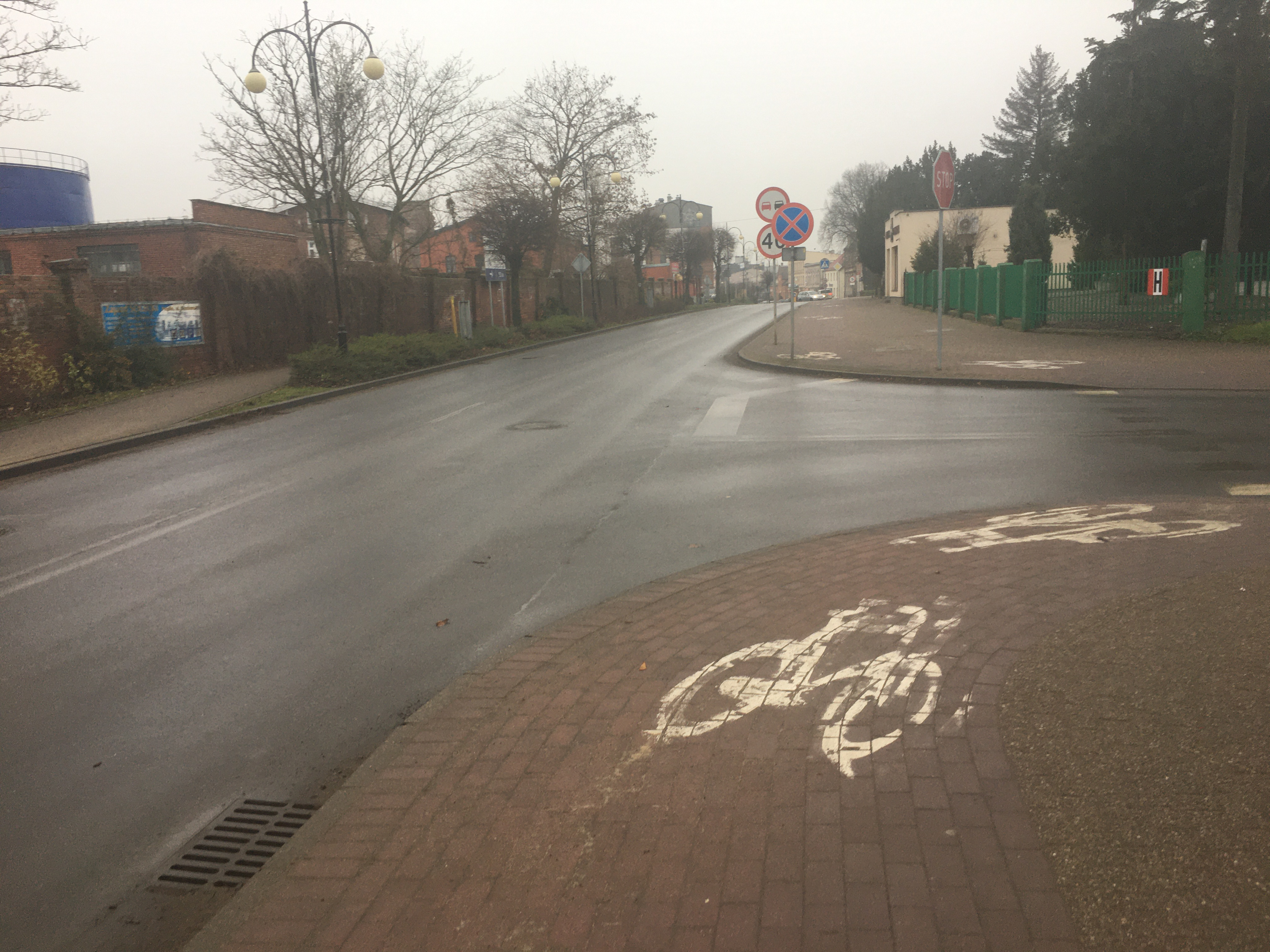
Skrzyżowanie ulic Dworcowej i A. Mickiewicza. DW 255 skręca w prawo w ul. Dworcową.